# Ricardo Álvarez Puig
|  | Per altres persones anomenades Ricardo Álvarez, vegeu Ricardo Álvarez. |

|  | Per altres persones anomenades Richi, vegeu Richi. |

Ricardo Álvarez Puig, també conegut com a Richi (11 de setembre del 1984 a Vigo, Galícia), és un futbolista professional gallec, que juga com a defensa.